# Scytodes tenerifensis
Scytodes tenerifensis är en spindelart som beskrevs av Jörg Wunderlich 1987. Scytodes tenerifensis ingår i släktet Scytodes och familjen spottspindlar.
Artens utbredningsområde är Kanarieöarna. Inga underarter finns listade i Catalogue of Life.